# Reserva Individual Lista

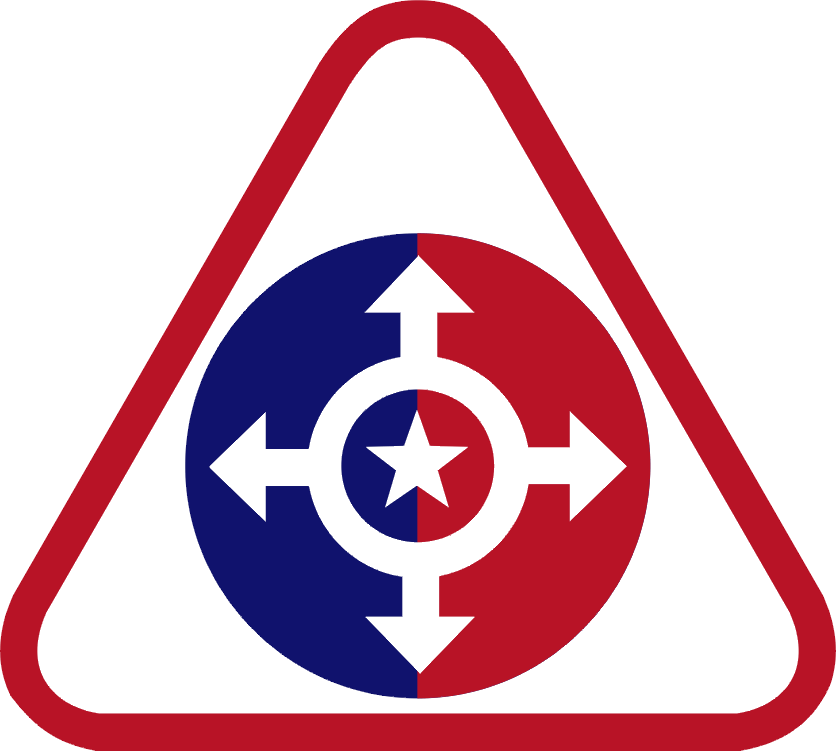
La insignia de hombro del IRR del Ejército de los EE. UU. usada por los reservistas del Ejército que no están asignados formalmente a una unidad en particular o al personal del cuadro que ejecuta el programa IRR.

La Reserva Individual Lista (IRR) es una categoría de la Reserva Lista del Componente de Reserva de las Fuerzas Armadas de los Estados Unidos compuesta por expersonal militar en servicio activo o de reserva. Su estatuto rector está codificado en 10 U.S.C. § 10144. Para los soldados de la Guardia Nacional de los Estados Unidos, su contraparte es la Guardia Nacional Inactiva (ING). Al 22 de junio de 2004, el IRR tenía aproximadamente 112 000 miembros (no incluye todas las poblaciones de servicio del IRR) compuestos por personal de tropa, suboficiales y oficiales, con más de 200 especialidades ocupacionales militares representadas, incluidas las armas de combate (como Infantería o Caballería), las de apoyo de combate y las de apoyo de servicio de combate.

## Descripción general
Una persona asignada a la IRR generalmente no recibe pago y no está obligada a realizar el entrenamiento anual o participar en ninguna actividad militar a menos que sea especialmente llamada a servicio activo o lo decida voluntariamente. A diferencia de los miembros de la Reserva en Espera de las Fuerzas Armadas de los Estados Unidos (activa e inactiva) y la Reserva Retirada, el personal del IRR es miembro de la Reserva Lista y, como tal, conserva su condición de personal militar uniformado, su especialidad militar (por ejemplo, piloto, oficial de guerra de superficie, soldado de infantería, oficial de inteligencia o especialista en inteligencia alistado, etc.) y rango/grado de pago. La IRR, la Reserva Seleccionada y la Guardia Nacional Inactiva comprenden los tres programas de Reserva Lista.
El personal del IRR también recibe beneficios similares a otros miembros de los componentes de reserva de las Fuerzas Armadas de los Estados Unidos. Una persona asignada al IRR puede recibir pago y beneficios completos (incluyendo atención médica y dental para el miembro y sus dependientes) por realizar voluntariamente tipos específicos de servicio activo. Si son dados de baja honorablemente, tienen derecho a los beneficios médicos del Departamento de Asuntos de los Veteranos de los Estados Unidos.
En el caso del personal militar retirado, se le puede llamar nuevamente al servicio activo hasta los 60 años si ha cumplido más de 20 años de servicio activo y es físicamente capaz.

## Autoridad de convocatoria y activación
La Autoridad de Convocatoria de la Reserva Presidencial (Presidential Reserve Call-Up Authority, PRCA) es una facultad otorgada al Presidente de los Estados Unidos que permite activar, sin necesidad de declarar una emergencia nacional, hasta 200 000 miembros de la Reserva Seleccionada y de la Reserva Individual Preparada (IRR) por un período máximo de 365 días consecutivos.
Características principales de la PRCA:
- Alcance de la activación: El Presidente puede ordenar la activación de unidades completas o de miembros individuales de la Reserva Seleccionada y de la IRR para complementar las fuerzas activas o proporcionar asistencia en emergencias específicas, como el uso o amenaza de armas de destrucción masiva, o ataques terroristas que puedan resultar en pérdidas significativas de vidas o propiedades.[2]
- Limitaciones: Esta autoridad no permite la activación de reservistas para tareas de ayuda en desastres naturales ni para la supresión de insurrecciones.[2]
- Cantidad máxima de activaciones: No más de 200,000 miembros de la Reserva Seleccionada y de la IRR pueden estar en servicio activo bajo esta autoridad al mismo tiempo, de los cuales no más de 30 000 pueden ser de la IRR.
- Duración del servicio activo: Los miembros activados bajo esta disposición pueden servir en activo por un período que no exceda los 365 días consecutivos.[2]

La PRCA es especialmente útil en situaciones donde una movilización parcial o total podría enviar señales no deseadas a nivel nacional o internacional.Las fuerzas activadas bajo esta autoridad pueden ofrecer una respuesta disuasoria u operativa de alcance limitado o servir como precursoras de movilizaciones más amplias si la situación lo requiere.
Es importante destacar que, en virtud del Título 10 del Código de los Estados Unidos, Sección 12304, el presidente debe notificar al Congreso dentro de las 24 horas siguientes a la activación, explicando las razones y circunstancias que justifican dicha acción.
En resumen, la Autoridad de Convocatoria de la Reserva Presidencial proporciona al Presidente de los Estados Unidos una herramienta flexible para responder rápidamente a ciertas emergencias y necesidades operativas sin la necesidad de declarar una emergencia nacional, manteniendo un equilibrio entre la seguridad nacional y la supervisión legislativa.
Cuando la nación está bajo un estado de emergencia nacional declarado por el presidente de conformidad con la Ley de Emergencias Nacionales, el presidente tiene una autoridad aún más amplia, permitiéndoles activar no más de 1 000 000 de miembros de la Reserva Lista sin ninguna otra limitación.  Estados Unidos se encuentra en estado de emergencia nacional desde el 14 de noviembre de 1979.  
Cuando son activados por la Autoridad de Llamado de Reserva Presidencial, los soldados deben seguir las instrucciones de activación contenidas en el Reglamento del Ejército 135-91 que especifica que se puede requerir que los miembros del IRR se unan a una unidad de Reserva del Ejército si están obligados por ley y tienen una habilidad necesaria para el Ejército. Los soldados de reserva normalmente están obligados a servir hasta dos años de servicio activo, un requisito que puede ser dispensado por el soldado en particular, las limitaciones de la misión o las necesidades del Ejército. El Código Uniforme de Justicia Militar (UCMJ), la parte de la ley pública que rige principalmente a las fuerzas armadas como un subconjunto de la población general, es aplicable a los soldados activados desde la Reserva Individual Lista a partir de la fecha en que sus órdenes de activación les exigen presentarse.  Esto los expone a la posibilidad de ser castigados bajo el UCMJ por estar ausentes sin permiso (AWOL) si deciden resistirse a la activación.

## Activaciones desde la Guerra contra el Terror
Hasta la Guerra contra el Terror, los miembros de la Reserva Individual Lista no habían sido llamados a filas desde la Operación Escudo del Desierto. Una de las principales dificultades para activar el IRR es que muchos de sus miembros, generalmente los de los rangos subalternos, ni siquiera saben que están en el ejército. Esto se debe a que a dichos miembros generalmente se les informa que han sido "dados de baja" al ser liberados del servicio activo, cuando en realidad han sido transferidos a las reservas inactivas. Para resolver esta situación, muchos cursos de transición de separación militar ahora dedican tiempo adicional a explicar la naturaleza de la reserva inactiva. A partir de 2005, los militares también comenzaron a implementar "IRR Musters", que eran reuniones anuales en las que un miembro del IRR debía presentarse en una base militar, confirmar su información personal y de contacto y firmar documentos de reconocimiento de que era miembro del IRR.

### Ejército
En marzo de 2004, el Comando de Recursos Humanos del Ejército comenzó a identificar soldados del IRR con especialidades ocupacionales militares que eran necesarias en ese momento. En junio de 2004, esos soldados fueron transferidos a unidades de Reserva Seleccionadas para comenzar a realizar ejercicios de instrucción, entrenamiento y preparación para el despliegue en apoyo de la Operación Libertad Iraquí y la Operación Libertad Duradera .

### Marines
Los Marines comenzaron a activar a sus miembros del IRR a partir de 2001. Se les asignaron hasta 2.500 marines para ser activados a la vez. Hasta el momento se han producido dos grandes activaciones, dirigidas sobre todo a cabos y sargentos y a personas con formación de alta exigencia (armas de combate, logística, mantenimiento, etc.).

## Retraso, aplazamiento y exención (DD&E)
En el contexto de las Fuerzas Armadas de los Estados Unidos, los términos "Retraso" (Delay), "Aplazamiento" (Deferment) y "Exención" (Exemption), comúnmente abreviados como DD&E, se refieren a los métodos por los cuales un miembro del servicio puede ser relevado de la activación inmediata. Estas disposiciones permiten a los reservistas solicitar una postergación temporal o una exención completa de su activación bajo ciertas circunstancias específicas.
- Retraso (Delay): Este término se refiere a una postergación temporal de la fecha de activación de un miembro del servicio. Por ejemplo, un marine puede recibir un retraso de 5 a 14 días antes de que se procese su activación completa.[5]
- Aplazamiento (Deferment): El aplazamiento implica una extensión más prolongada de la activación, generalmente debido a circunstancias personales o profesionales que justifican la necesidad de posponer el servicio activo. Las políticas y procedimientos para el aplazamiento de reservistas y retirados involuntariamente activados están delineados en las directrices del Cuerpo de Marines de los Estados Unidos.[6]
- Exención (Exemption): La exención es una liberación completa de la obligación de activación. Esto puede otorgarse en casos donde el miembro del servicio enfrenta situaciones que le impiden cumplir con sus deberes militares, y está sujeta a la aprobación de las autoridades competentes.[6]